# James Roberts
James Roberts (Tweed Heads, 11 april 1991) is een Australische zwemmer. Hij vertegenwoordigde zijn vaderland op de Olympische Zomerspelen 2012 in Londen en op de Olympische Zomerspelen 2016 in Rio de Janeiro.

## Carrière
Bij zijn internationale debuut, op de wereldkampioenschappen zwemmen 2011 in Shanghai, strandde Roberts in de halve finales van de 100 meter vrije slag. Op de 4x100 meter vrije slag zwom hij samen met Kyle Richardson, Matt Abood en Eamon Sullivan in de series, in de finale veroverden Abood en Sullivan samen met James Magnussen en Matt Targett de wereldtitel. Samen met Ben Treffers, Christian Sprenger en Sam Ashby zwom hij in de series van de 4x100 meter wisselslag, in de finale legden Hayden Stoeckel, Brenton Rickard, Geoff Huegill en James Magnussen beslag op de zilveren medaille. Voor zijn aandeel in de series van beide estafettes ontving Roberts een gouden en een zilveren medaille.
Tijdens de Olympische Zomerspelen van 2012 in Londen werd de Australiër uitgeschakeld in de halve finales van de 100 meter vrije slag, op de 4x100 meter vrije slag eindigde hij samen met James Magnussen, Matt Targett en Eamon Sullivan op de vierde plaats.
Op de wereldkampioenschappen zwemmen 2013 in Barcelona zwom Roberts samen met Cameron McEvoy, Tommaso D'Orsogna en James Magnussen naar een vierde plaats in de finale van de 4x100 meter vrije slag.
Tijdens de Olympische Zomerspelen van 2016 in Rio de Janeiro sleepte de Australiër samen met Kyle Chalmers, James Magnussen en Cameron McEvoy de bronzen medaille in de wacht op de 4x100 meter vrije slag.

## Internationale toernooien
| Jaar | Olympische Spelen                        | WK langebaan | WK kortebaan  | PanPacs       | Gemenebestspelen |
| ---- | ---------------------------------------- | --- | ------------- | ------------- | ---------------- |
| 2011 |                                          | 10e 100m vrije slag · 4x100m vrije slag · Roberts zwom enkel de series · 4x100m wisselslag · Roberts zwom enkel de series |               |               |                  |
| 2012 | 12e 100m vrije slag 4e 4x100m vrije slag | | geen deelname |               |                  |
| 2013 |                                          | 4e 4x100m vrije slag |               |               |                  |
| 2014 |                                          | | geen deelname | geen deelname | geen deelname    |
| 2015 |                                          | geen deelname |               |               |                  |
| 2016 | 4x100m vrije slag                        | | 6-11 december |               |                  |

## Persoonlijke records
Bijgewerkt tot en met 12 april 2016
Langebaan
| Afstand         | Tijd  | Datum         | Plaats   |
| --------------- | ----- | ------------- | -------- |
| 50m vrije slag  | 22,22 | 12 april 2016 | Adelaide |
| 100m vrije slag | 47,63 | 19 maart 2012 | Adelaide |